# 1966-os labdarúgó-világbajnokság-selejtező (UEFA – 6. csoport)
Az 1966-os labdarúgó-világbajnokság európai 6. selejtezőcsoportjának mérkőzéseit, és a csoport végeredményét tartalmazó lapja. A csoportban körmérkőzéses, oda-visszavágós rendszerben játszottak egymással a labdarúgó-válogatottak. A selejtezőket 1965. április 25. és 1965. október 31. között rendezték. A csoport győztese automatikus résztvevője lett az 1966-os labdarúgó-világbajnokságnak.
A csoportban Ausztria, Magyarország és az NDK szerepelt.
Magyarország jutott ki az 1966-os világbajnokságra.

## Tabella
| Hely. | Csapat       | M | Gy | D | V | G+ | G– | Gk | P | Továbbjutás                          |     | Magyarország | Német Demokratikus Köztársaság | Ausztria |
| ----- | ------------ | - | -- | - | - | -- | -- | -- | - | ------------------------------------ | --- | ------------ | ------------------------------ | -------- |
| 1.    | Magyarország | 4 | 3  | 1 | 0 | 8  | 3  | +5 | 7 | Kijutott az 1966-os világbajnokságra |     | —            | 3–2                            | 3–0      |
| 2.    | NDK          | 4 | 1  | 2 | 1 | 5  | 5  | 0  | 4 |                                      |     | 1–1          | —                              | 1–0      |
| 3.    | Ausztria     | 4 | 0  | 1 | 3 | 1  | 6  | −5 | 1 |                                      | 0–1 | 1–1          | —                              |          |

## Mérkőzések
| 1965. április 25. |

| Ausztria | 1–1         | NDK         |
| -------- | ----------- | ----------- |
| Hof 46'  | Jegyzőkönyv | Nöldner 74' |

| Praterstadion, Bécs Nézőszám: 57 312 Játékvezető: Nicolae Mihăilescu (román) |

| 1965. május 23. |

| NDK       | 1–1         | Magyarország |
| --------- | ----------- | ------------ |
| Vogel 17' | Jegyzőkönyv | Bene 28'     |

| Zentralstadion, Lipcse Nézőszám: 98 765 Játékvezető: Erik Johansson (svéd) |

| 1965. június 13. |

| Ausztria | 0–1         | Magyarország |
| -------- | ----------- | ------------ |
|          | Jegyzőkönyv | Fenyvesi 44' |

| Praterstadion, Bécs Nézőszám: 70 067 Játékvezető: Pierre Schwinte (francia) |

| 1965. szeptember 5. |

| Magyarország                                  | 3–0         | Ausztria |
| --------------------------------------------- | ----------- | -------- |
| Farkas 4' Fenyvesi 35' Mészöly 70' (11-esből) | Jegyzőkönyv |          |

| Népstadion, Budapest Nézőszám: 71 950 Játékvezető: Aleksandr Goraszniak (lengyel) |

| 1965. október 9. |

| Magyarország                    | 3–2         | NDK          |
| ------------------------------- | ----------- | ------------ |
| Rákosi 41' Novák 53' Farkas 80' | Jegyzőkönyv | P. Ducke 31' |

| Népstadion, Budapest Nézőszám: 73 153 Játékvezető: Kęstutis Andziulis (szovjet) |

| 1965. október 31. |

| NDK        | 1–0         | Ausztria |
| ---------- | ----------- | -------- |
| Nöldner 1' | Jegyzőkönyv |          |

| Zentralstadion, Lipcse Nézőszám: 86 584 Játékvezető: Sam Carswell (ír) |